# القوات البرية الليبية
القوات البرية الليبية هو أكبر فروع الجيش الليبي أو القوات المسلحة الليبية رفقة القوات الجوية الليبية والبحرية الليبية.
يقودها حاليا الفريق خليفة حفتر الذي رُقي من قبل مجلس النواب الليبي المنتخب وتشارك هذه القوات في حرب ضد ميليشيات إسلامية متطرفة في شرق ليبيا أمثال أنصار الشريعة ومجلس شورى مجاهدي درنة إضافة لبعض المجموعات التابعة لمنظمة الدولة الإسلامية في العراق والشام وكذلك يخوض الجيش حرب ضد ميليشيات فجر ليبيا في غرب البلاد.[بحاجة لمصدر]
نظراً لوقوع العاصمة طرابلس في يد مجموعات عسكرية خارج سلطة البرلمان الليبي المعترف به دولياً، يقود الجيش الليبي عملياته من شرق البلاد.

## تسلسل تاريخي
أُسس الجيش الليبي من قبل مجاهدين ليبيين عام 1939 م غرب مصر كقوة وطنية لمحاربة الاحتلال الإيطالي في البلاد ووصل تعداده لنحو أحد عشر ألف شخص من الليبين الذين فروا من اضطهاد الاحتلال الإيطالي، ودُرِبَ على يد الجيش الثامن البريطاني، وشارك في طرد قوات المحور من ليبيا.
اُعيدت هيكلته بعد استقلال ليبيا في 1951 م وتمخض عن هيكلة وحدات نظامية قليلة التسليح، عام 1959 انشات الكلية العسكرية بليبيا وبدأت بتخريخ ضباطا نظاميين عاملين بالقوات المسلحة الليبية، كما تم الإعلان عن إنشاء القوات البحرية عام 1962 م .

### حكم القذافي
بعد عام 1969 أصبحت (القوات المسلحة العربية الليبية)، تم الاهتمام بالقوات المسلحة الليبية فترة من الزمن استطاع فيها الجيش الانتقال بسرعة إلى صفوف الجيوش المتقدمة اكاديمياً وعلمياً، إلى ان فقد العقيد معمر القذافي رئيس ليبيا آنذاك ثقته في القوات المسلحة نتيجة تعدد العمليات الإنقلابية ضده، تم على اثرها إنشاء (رئاسة أركان الوحدات الأمنية) عام 1979.
صعد القذافي العمليات العسكرية في تشاد المجاورة لليبيا وزج بالقوات المسلحة في حرب دامت ثمان سنوات تقريبا تدخلت فيها دولٌ أخرى كفرنسا وانتهت بخروجه من تشاد نهائيا عام 1987، وعاد الجيش بعزيمة منهارة وفقد الكثير من العسكريين على مستوى جميع الرتب كانوا من الكفاءة والحرفية ممن يعتمد عليهم في وحداته العسكرية القتالية والتدريبية والفنية.
تغولت وحدات (رئاسة اركان الوحدات الامنية) المسماة (كتائب الأمن والحرس) واستأثرت بجميع امكانيات المؤسسة العسكرية، وتم التضييق على القوات المسلحة وتم إعادة تسميتها (الشعب المسلح). وقطعت عنها الامكانيات ومنعت من تطوير نفسها عن طريق الكفاءات من منتسبيها. وتم تهميشهم بعدم تمكينهم من ممارسة تخصصاتهم. ونتيجة الفساد الذي ضرب مؤسسات الدولة ادى ذلك إلى تصنيف الدولة الليبية في المراتب الأولى للفساد المالي والإداري على مستوى العالم عام 2010.
حيث تأثرت المؤسسة العسكرية مما دعى إلى ضرب الفساد لها نتيجة عدم الاهتمام بها وتحصينها ضده. كما كان النظام السابق يغض الطرف عن الفساد في القيادات العليا بالمؤسسة العسكرية والمتمثلة في أغلب من أُطلق عليهم (الضباط الاحرار).

### ثورة 17 فبراير
عام 2011 اثناء ثورة 17 فبراير انضمت جميع الوحدات العسكرية في شرق البلاد (اقليم برقة) إلى الثورة الوليدة ولم تتم تسجيل أي حالات وفاة اوجرح بهذه الوحدات للمواطنيين الذين هجموا على هذه الوحدات العسكرية. على عكس بعض الوحدات الأمنية (كتيبة أمن اجدابيا، كتيبة الفضيل بوعمر في بنغازي، كتيبة عيسى الوكواك في المرج، كتيبة حسين الجويفي في البيضاء/شحات وكتيبة عمر المختار في طبرق) التي لم تنضم منذ البداية ودخلت في مواجهات مع المواطنين سقط خلالها العديد من القتلى والجرحى من الطرفين. وسقطت المنطقة الشرقية بالكامل في يد الثورة الجديدة. واحتفظ القذافي بسيطرته على المنطقة الغربية والجنوبية ماعدا منطقة مصراتة واغلب مناطق الجبل الغربي خاصة الزنتان التي قادت المواجهات ضده مع باقي مناطق الجبل.
في 19 مارس 2011 استقدمت حكومة القذافي كتائب أمنية ضمت متطوعين للقضاء على الثورة في مدينة بنغازي، وتم قصف هذه القوات في مدخل مدينة بنغازي الجنوبي من قبل قوات سلاح الجو الليبي في قاعدة بنينا في بنغازي منذ ساعات الصباح الأولى حتى الساعة الخامسة مساء ما أدى إلى سقوط طائرتين منها، تدخلت على اثرها قوات جوية فرنسية الساعة السادسة مساءا. وبدأت قوات حلف شمال الأطلسي بضرب هذه القوات حتى تقهقرت إلى مدينة اجدابيا (160 كم) جنوب بنغازي، ثم بعد ذلك انسحبت إلى سرت واعادت تنظيم قواتها وعادت حتى احتلت المنطقة التي تعرف باسم (الهلال النفطي) وتمركزت في البريقة حتى انهيارها تماما في شهر سبتمبر 2011 وانسحابها إلى سرت مجددا. لتنتهي حقبة حكم العقيد معمر القذافي في 20 أكتوبر 2011، في هذه الفترة منذ بداية مارس وحتى 2 أكتوبر 2011 كان افراد الجيش الليبي من ضباط وضباط صف وجنود يقودون المعارك ضد الكتائب الامنية وكتائب الحرس.

### الحرب مع الميليشيات
دخل الجيش الليبي في معترك جديد مع الاجسام الموازية لها وهي (كتائب الثوار) والمليشيات التي تشكلت بعد سقوط النظام السابق. وتم دعم هذه المليشيات التي استاثرت بكامل ميزانية المؤسسة العسكرية وذلك من قبل المؤتمر الوطني العام مع التهميش الكامل للعسكريين النظاميين ومعسكراتهم. وكثرت اغتيالات العسكريين على مستوى جميع الرتب وخاصة الضباط في مدينة بنغازي وصلت إلى نحو (600) حالة اغتيال إضافة إلى اغتيال العديد من النشطاء السياسيين والاعلاميين. ولم تحرك الدولة المتمثلة حينها في المؤتمر الوطني العام ساكنا تجاه ذلك. إلى ان وصل الامر بالإعلان تشكيل قيادة عسكرية لتحارب الإرهاب في مدينة بنغازي التي سيطرت على أغلب مناطقها الميليشيات المسلحة. وبالرغم من أن أغلب أسلحتهم صارت تحت قبضة الميليشيات المسلحة فقد فتح الجيش حربا عليها بدخوله إلى بنغازي يوم الجمعة 16 مايو 2014. وعاد ليتقوقع في مرتفعات الرجمة وبنينا شرقي المدينة مستخدما حرب استنزاف طويلة الامد إلى ان تم دخوله إلى بنغازي في 16 أكتوبر 2014 ليدخل في حرب شوارع طويلة الأمد في أنحاء متعددة من مدينة بنغازي حتى الاجتياح الاخير لهم في شهر فبراير 2016.

## العَتاد

### الدبابات
قدّرَ المعهد الدولي للدراسات الاستراتيجية عدد الدبابات التي كان يتوفرُ عليها الجيش الليبي في عام 2009 بـ 20.025 دبابة وهي على الشكل التالي: 150 دبابة تي-72 (115 في المتجر) و100 دبابة من نوع تي-62 (4620 في المتجر) ثمّ 5000 من طِراز تي-55 (10,040 في المتجر) كما قدّر المعهد أن هناك 500 مركبة استطلاعية من نوع بي أر دي إم-2 و700 من نوع إيه إيه-9 فضلًا عن 1000 من نوع بي إم بي-1 بالإضافة إلى عددٍ غير معروف من بي إم دي-1، فيما ذكرت مصادر رسمية روسية في عام 2010 أنه سيتم تحديث دبابات تي-72 بمساعدة من روسيا. أَبلغَ المعهد أيضًا على توفر النظام الليبي على 540 بي تي أر-50 وبي تي أر-60 وعددٍ منَ المركبات الأخرى ذات العجلات مثلَ 1000 من عربة إيه إيه-11 وكذَا أو تي-64 سكوت. بشكلٍ عام؛ هذه قائِمة مُصغّرة لما كان يتوفر عليهِ الجيش الليبي بناءً على معطيات منَ المعهد الدولي للدراسات الاستراتيجية ومصادِر أخرى رسميّة:
| النوع                  | صورة                   | ملاحظة                                                          |
| دبابات القِتال الرئيسيّة | دبابات القِتال الرئيسيّة | دبابات القِتال الرئيسيّة                                          |
| ---------------------- | ---------------------- | --------------------------------------------------------------- |
| تي-72                  |                        | كان لدى الجيش الليبي حوالي 150 دبابة من هذا النوع               |
| تي-62                  |                        | كانَ لدى الجيش الليبي حوالي 100 دبابة قِال رئيسية من هذا الطِراز   |
| تي-55                  |                        | كان يملكُ الجيش الليبي حوالي 1000 من هذا النوع من الدبابات       |
| ناقِلات الجنود المدرعة  |                        |                                                                 |
| عربة إيه إيه-11        |                        | كان لدى الجيش الليبي حوالي 100 ناقلة جنود مدرعة من هذا النوع    |
| إم-113                 |                        | كانَ لدى الجيش الليبي حوالي 400 ناقلة جنود مدرعة من هذا الطِراز   |
| بي تي أر-80            |                        | كان يملكُ الجيش الليبي حوالي 500 من هذا النوع من الناقلات        |
| بي تي أر-60            |                        | كان لدى الجيش الليبي حوالي 750 ناقلة جنود مدرعة من هذا النوع    |
| بي تي أر-50            |                        | كانَ لدى الجيش الليبي حوالي 500 ناقلة جنود مدرعة من هذا الطِراز   |
| بي أر دي إم-2          |                        | كان يملكُ الجيش الليبي حوالي 500 من هذا النوع من الناقلات        |
| أو تي-64 سكوت          |                        | كانَ لدى الجيش الليبي حوالي 500 ناقلة جنود مدرعة من هذا الطِراز   |
| فيات 6614              |                        | كان يملكُ الجيش الليبي حوالي 200 من هذا النوع من الناقلات        |
| مركبات المُشاة القتاليّة |                        |                                                                 |
| بي إم بي-1             |                        | كان يملكُ الجيش الليبي حوالي 700 من هذا النوع مركبات المشاة      |
| إيه إيه-9              |                        | كانَ لدى الجيش الليبي حوالي 580 مركبات مشاة للقتال من هذا الطِراز |

### سلاح المدفعية
قدّر المعهد الدولي للدراسات الاستراتيجية في إحصائياته التي تعودُ لعام 2009 أنّ الجيشَ الليبي يتوفر على ما مجموعهُ 2421 قِطعة من سلاح المدفعية حيثُ تم الإبلاغ عن 1300 فوزديكا 2أس1 وَ600 من 2 أس 3 أكتسيا فضلًا عن 800 قِطعة من إم-77 دانا و14 من إم-109 وكذا 160 مدفعيّة بالماريا إلى جانبِ 190 هاوتزر عيار 122 مم وحوالي 330 من أم-46 إلى جانبِ أزيد من 16.000 قاذفات أو راجِمات الصواريخ 2290 من طِراز بي إم-21 غراد. يُقدر معهد الدراسات أيضًا أن ليبيا لديها 500 قذيفة هاون إلى جانبِ عددٍ من صواريخ أرض - أرض مثلَ سكود (416 صاروخًا):
| النوع         | صورة          | ملاحظة |
| سلاح المدفعية | سلاح المدفعية | سلاح المدفعية                                                                                                 |
| ------------- | ------------- | --- |
| فوزديكا 2أس1  |               | كان لدى الجيش الليبي حوالي 1300 مدفعيّة من هذا النوع                                                           |
| 2 أس 3 أكتسيا |               | كانَ لدى الجيش الليبي حوالي 600 سلاح مدفعية من هذا الطِراز                                                      |
| دانا          |               | كان يملكُ الجيش الليبي حوالي 800 من هذا النوع من المدفعيات                                                     |
| إم 109 هاوتزر |               | كان لدى الجيش الليبي عدد غير معروف منَ المدفعيّات من هذا النوع                                                  |
| بالماريا      |               | كانَ لدى الجيش الليبي حوالي 210 سلاح مدفعية من هذا الطِراز                                                      |
| آر إم-70      |               | كان يملكُ الجيش الليبي حوالي 800 من هذا النوع من المدفعيات                                                     |
| بي إم-21 غراد |               | كان لدى الجيش الليبي أزيد من 2000 منَ المدفعيّات من هذا النوع                                                   |
| فجر-1         |               | كانَ لدى الجيش الليبي أكثر من 800 سلاح مدفعية من هذا الطِراز                                                    |
| لونا-إم       |               | كان يملكُ الجيش الليبي حوالي 450 مدفعية من هذا النوع من المدفعيات القادرة على إطلاق صواريخ بالستية قصيرة المدى |

### أسلحة مضادة للدبابات
كان يتوفر الجيش الليبي في عهدِ القذافي على عددٍ من الأسلحة المضادة للدبابات وعلى رأسها 4000 صاروخًا من طراز ميلان ذي الصناعة الفرنسية/الألمانية إلى جانبِ أزيد من 6200 صاروخًا من نوعِ ماليوتكا و9م113 كونكورس ووي من صنعٍ سوفياتي؛ كما اشترت ليبيا 300 بطارية من كرزنتما من روسيا قُبيلَ الحرب الأهلية.

### أسلحة مضادة للطائرات
قدّر معهد الدراسات الاستراتيجية أنّ النظام الليبي السابق كان يتوفر على صواريخ أرض-جو من نوع ستريلا-2 وستريلا-9 ثمّ ستريلا-13 كما كانَ يملكُ قيادة منفصلة للدفاع الجوي تحتوي على عددٍ من الأسلحة والصواريخ على غِرار 9كيه33 أو أس إيه بالإضافة إلى البنادق الآلية. لقد دُمرت معظم أنظمة الدفاع الجوي خلال الحرب الأهلية؛ فيما ظلّ عددٌ قليلٌ منها فقط سليمًا ولم يُعرف مصيره اليوم. خِلال أحداث الحرب؛ نجحَ الثوار في الاستيلاء على عددٍ من الأسلحة المضادة للطائرات وتبثوها على شاحنات نقل ما أعطاها ميزة إضافية أخرى.
| النوع            | صورة          | ملاحظة |
| صواريخ أرض-جو    | صواريخ أرض-جو | صواريخ أرض-جو |
| ---------------- | ------------- | --- |
| ستريلا-2         |               | منَ الصعب نوعًا ما تقدير العدد الكلي لمثل هذهِ الأنواع من الأسلحة كونَ النظام الليبي السابق كان يشتري المزيد منها باستمرار كما يفقدها الكثير منها بشكلٍ اضطرادي خِلال التدريبات العسكريّة أو خِلال المناوشات التي دخلَ فيها مع الدول الحدوديّة له. |
| ستريلا-1         |               | يُعدّ هذا النوع من الصواريخ متواضعًا نوعًا ما بالمُقارنة مع باقي الصواريخ التي كانت بحوزة الجيش الليبي وهو نسخة قديمة من سلسلة صواريخ ستريلا وبالرغمِ من ذلك فالجيش الليبي احتفظَ بها وكان يستعملها خِلال التدريبات وما إلى ذلك                  |
| ستريلا-10        |               | كان الجيش الليبي يحصلُ باستمرار على مثل هذه الصواريخ ثمّ فقدها بالكامل حينما تدمّر عام 2011 |
| أس-75 دفينا      |               | كان لدى الجيش الليبي عددٌ من هذهِ الصواريخ أيضًا وقد استُعملت خِلال الحرب الأهليّة لكن عددها ظلّ مجهولًا |
| سام 3            |               | صاروخ أرض-جو من صُنع الاتحاد السوفيتي كذلك. اشترى نظام القذافي عددًا غير معروفًا من هذهِ الصواريخ وهي نُسخة مطوّرة من صواريخ سام 2 التي عانت من قصورٍ عدّة على مستوى تتبع الأجسام الطائرة فضلًا عن فشلها في التحليق في مستوى عالٍ                  |
| ستريلا-5         | 150           | سلاح مضاد للطائرات وهو نُسخة مطوّرة ومعدلة ضمنَ سلسلة صواريخ ستريلا التي احتفظَ بها الجيش الليبي لفترة |
| 9كيه33 أو أس إيه |               | هي نظام صاروخي موجه بالأوامر ويُعدّ سلاحًا متطورًا نوعًا ما. حصلَ عليهِ النظام الليبي السابق من روسيا ولم يُعرف عدده بالضبط كما لم يُعرف مصير باقي الآليات بعدَ مقتل القذافي                                                                       |